# 526492 Theaket
526492 Theaket este o planetă minoră (asteroid) din centura de asteroizi. A fost descoperită pe 14 septembrie 2006 la Mauna Kea Observatories⁠(d) de Joseph Masiero⁠(d). 
Obiectul prezintă o orbită caracterizată de o semiaxă mare de 2,2941869451443 UAi, o excentricitate de 0,16562980394893, o înclinație de 3,9343028323212 ° în raport cu ecliptica.